# Sedlo (470 m)
Sedlo (470 m) –  najwyższe wzniesienie na Kotlinie Rożniawskiej (Rožňavská kotlina) na Słowacji. Wznosi się między wsią Rudná i miastem Rożniawa (Rožňava). Jego wschodnie zbocza opadają do doliny rzeki Slana. Jest porośnięte lasem. Na południowych zboczach znajduje się kamieniołom.
Słowackie słowo sedlo oznacza przełęcz, czasami jednak przez kartografów przeniesione zostało na znajdujący się nad przełęczą szczyt.  